# 1951-es magyar gyeplabdabajnokság
Az 1951-es magyar gyeplabdabajnokság a huszonkettedik gyeplabdabajnokság volt. A bajnokságban nyolc csapat indult el, a csapatok két kört játszottak.
Névváltozások:
- Idény közben a Bp. Postás átvette a Bp. Vörös Lobogó (előző évben Textiles SE) csapatát.
- Az Építők KSE új neve Bp. Építők lett.
- Az ÉDOSZ SE új neve Bp. Kinizsi lett.
- A Kőbányai Lombik új neve Bp. Szikra lett.

## Tabella
| #  | Csapat          | M  | Gy | D | V  | G+ | G- | P  |
| -- | --------------- | -- | -- | - | -- | -- | -- | -- |
| 1. | Bp. Postás      | 14 | 12 | 1 | 1  | 35 | 5  | 25 |
| 2. | Bp. Építők      | 14 | 10 | 3 | 1  | 27 | 8  | 23 |
| 3. | Bp. Kinizsi     | 14 | 10 | 0 | 4  | 40 | 9  | 20 |
| 4. | Bp. Szikra      | 14 | 7  | 3 | 4  | 17 | 15 | 17 |
| 5. | Bp. Kinizsi II. | 14 | 4  | 3 | 7  | 13 | 13 | 11 |
| 6. | Bp. Postás II.  | 14 | 2  | 3 | 9  | 12 | 26 | 7  |
| 7. | Bp. Építők II.  | 14 | 2  | 3 | 9  | 5  | 29 | 7  |
| 8. | Bp. Szikra II.  | 14 | 0  | 2 | 12 | 1  | 50 | 2  |

* M: Mérkőzés Gy: Győzelem D: Döntetlen V: Vereség G+: Ütött gól G-: Kapott gól P: Pont